# Botswana vasúti közlekedése
Botswana vasúthálózatának hossza 2010-ben 888 km volt, mely 1 067 mm-es nyomtávolságú. Villamosított vonalak nincsenek az országban.

## Járműállomány
Az ország az alábbi járművekkel rendelkezett 2009 márciusában:
- 8 General Electric UM 22C dízel-villamos mozdony, 1982
- 20 General Motors Model GT22LC-2 dízel-villamos mozdony, 1986
- 10 General Electric U15C dízel-villamos mozdony, 1990

## Vasúti kapcsolata más országokkal
- Zimbabwe - van, azonos nyomtávolság